# Une soirée agitée
Pour plus de détails, voir Fiche technique et Distribution.
Une soirée agitée (Busy Buddies) est le 100e court métrage d'animation de la série américaine Tom et Jerry réalisé par William Hanna et Joseph Barbera et sorti le 4 mai 1956.